# Інципіт

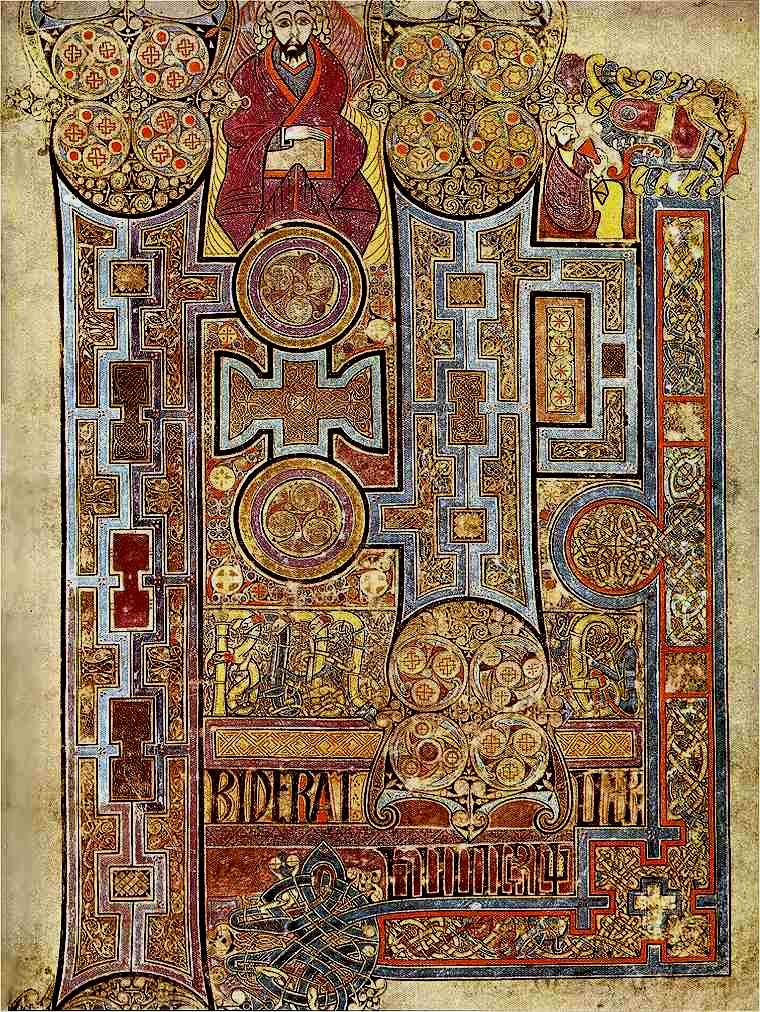
Інципіт Євангелія від Марка. Келлська книга

Інципіт (лат. Incipit — починається, від особистої форми дієслова incipere — починати) — термін, який у літературі використовується для означення початкових одного або кількох слів будь-якого тексту, (вірша, пісні, чи книжки), в музиці — для означення перших нот композиції.
До появи назви, як початкової структури тексту, твори часто ідентифікували чи реферували за інципітами.
середньовічні рукописи зазвичай починалися з інципіта, який містив заголовне слово incipit (звідси й походить сучасний термін), ім'я автора і назву роботи. Інципіти також розміщували на початку окремих частин праці, таких як книга чи розділ, але завжди виділяли особливим шрифтом чи кольором (напр. — Кіноваром) від основного тексту.
Інципіт, а також ініціум (лат. initium — початок), експліцит (лат. explicit — закінчення) і конклюзія лат. conclusio — висновок), є визначальними елементами (наприклад, ідентифікації, каталогізації) старих робіт і документів, якщо вони не були позначені іменем автора чи назвою, або будь-які іншими видавничими характеристиками. Подібне значення має інципіт і для збережених писемних фрагментів, особливо тих, які під час переписування зберегли ідентичність тексту, але від різних переписувачів отримали різні додаткові записи на початку рукопису, часом з помилковими чи зміненими назвами твору.
Інципіт у вужчому сенсі — це перші слова тексту або його частини, які цитуються, коли робота не має назви або коли декілька творів має ідентичну назву.
Попри те, що термін має латинське походження, практика його застосування передувала класичній давнині на кілька тисячоліть і була притаманною народам різних частинах світу. Сьогодні практика реферування різних текстів за їхніми початковими словами залишається поширеним явищем, хоча і не завжди означується терміном «інципіт».

## Приклади інципітів

### Біблійні тексти
Більшість відомих релігійних текстів є широко відомими за своїми назвами-інципітами:
| текст                                            | український інципіт      | латинський інципіт |
| ------------------------------------------------ | ------------------------ | ------------------ |
| Молитва Господня                                 | Отче наш                 | Pater noster       |
| Псалом 50                                        | Помилуй мя, Боже         | Miserere           |
| Пісня Симеона Богоприємця                        | Нині відпускаєш          | Nunc dimittis      |
| Пісня Богородиці                                 | Величає душа моя Господа | Magnificat         |
| Символ віри                                      | Вірую                    | Credo              |
| Гімн Святителя Амвросія, єпископа Медіоланського | Тебе Бога хвалимо        | Te Deum            |

Серед інших релігійних творів, які, зазвичай, завжди називаються за інципітом — «Богородице Діво», «Царице моя преблагая», «Чесніша від херувимів», «Господи, допоможи», «Аве Марія», «Salve Regina», «De profundis» (Псалом 129), «Gloria» та інші.
Книга Пролог отримала свою українську назву за першим словом грецького тексту (підзаголовка), який перекладачі потрактували як назву усього збірника.

### Музичні твори
Сьогодні багато музичних творів іменуються за інципітами їхніх текстів — наприклад, більшість творів Йоганна Себастьяна Баха.
Низка популярних опер є надзвичайно відомими власне завдяки інципітам. Так, арію Калафа з опери Джакомо Пуччіні «Турандот» реферують за допомогою єдиного інципіта — Nessun dorma, а каватину Норми з 1-го акту опери Вінченцо Белліні «Норма» — за допомогою інципіта «Casta diva».